# Marcos Paz
Marcos Paz – miasto w Argentynie, położone w północnej części prowincji Buenos Aires.

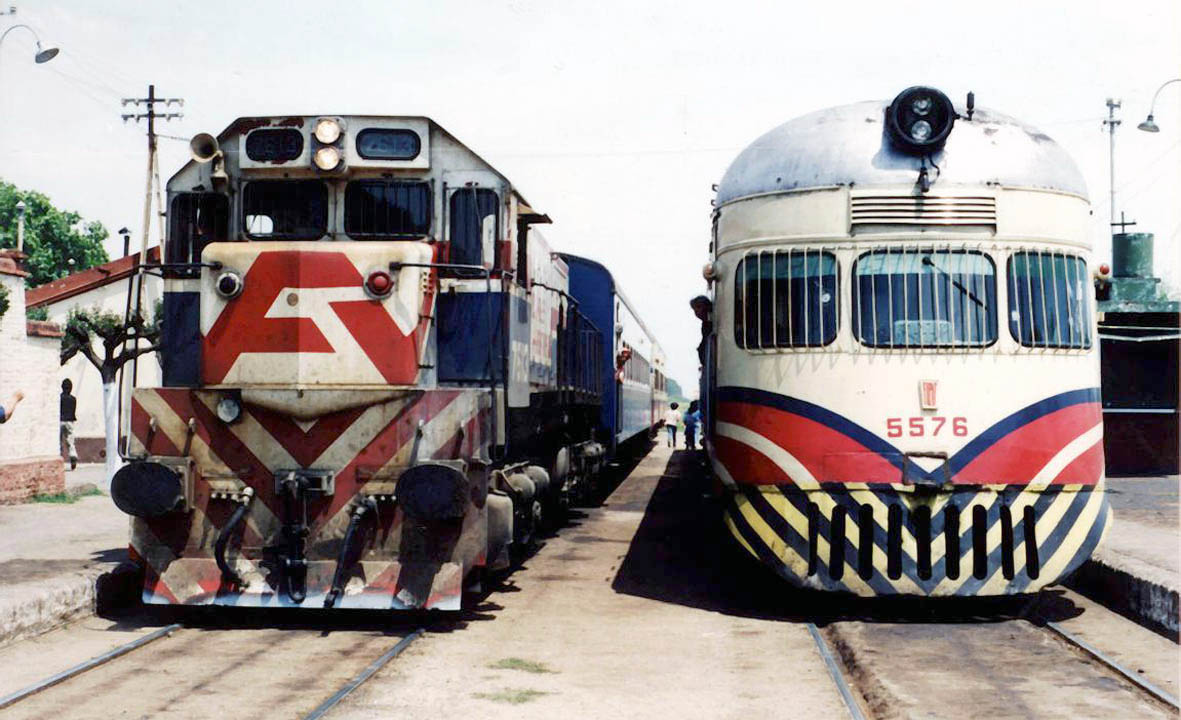
Stacja kolejowa Marcos Paz

## Opis
Miejscowość została założona 25 października 1878 roku. Przez miasto przebiega droga krajowa RP40 i linia kolejowa. W odległości 58 km od miasta, znajduje się aglomeracja i stolica kraju Buenos Aires.

## Znani urodzeni w Marcos Paz
- Rodolfo Arruabarrena – argentyński piłkarz grający na pozycji obrońcy,
- Juan Carlos Onganía – były prezydent Argentyny,
- Braian Toledo – argentyński lekkoatleta specjalizujący się w rzucie oszczepem.